# Кириллин, Владимир Михайлович
Влади́мир Миха́йлович Кири́ллин (род. 24 мая 1951, Москва, СССР) — советский и российский филолог и литературовед, специалист по древнерусской литературе. Доктор филологических наук, профессор.

## Биография
В 1967—1969 годах работал фрезеровщиком на Машиностроительном заводе имени М. В. Хруничева. В 1969—1971 годах проходил военную службу в радио-технических войсках ПВО на Камчатке и Курилах.
В 1974 году окончил вечернюю школу рабочей молодёжи.
В январе 1972 — сентябре 1973 года — лаборант НИИ ядерной физики при МГУ имени М. В. Ломоносова. В сентябре 1973 — июне 1988 года — учебный мастер, затем инженер филологического факультета МГУ.
В 1975—1981 годах — учился на заочном отделении филологического факультета МГУ имени М. В. Ломоносова, окончив его по специальности «Русский язык и литература».
В 1980-е годы на договорной основе работал литературным редактором в Издательском отделе Московского Патриархата.
25 марта 1988 года в МГУ имени М. В. Ломоносова под научным руководством доктора филологических наук, профессора В. В. Кускова защитил диссертацию на соискание учёной степени кандидата филологических наук по теме «Публицистические мотивы „Тихвинской легенды“ — памятника древнерусской литературы конца XV—XVI веков».
С июня 1988 по апрель 1991 года — младший научный сотрудник, затем старший научный сотрудник Отдела рукописей Государственной библиотеки СССР имени В. И. Ленина.
С апреля 1991 года по настоящее время — старший, ведущий, главный научный сотрудник Отдела древних славянских литератур Института мировой литературы имени А. М. Горького РАН.
В 1990—1995 годах учился в Московской духовной семинарии. С 1990 года по настоящее время — преподаватель Московской духовной академии.
В 1999—2013 годах — преподаватель Минской духовной академии. 4 декабря 2011 года присвоено учёное звание профессора Минской духовной академии.
24 мая 2001 года в ИМЛИ имени А. М. Горького РАН защитил диссертацию в виде научного доклада на соискание учёной степени доктора филологических наук по теме «Поэтика иносказаний в литературе Древней Руси (символика чисел: её своеобразие и формы)» (Специальность 10.01.01 — «Русская литература»). Официальные оппоненты — доктор филологических наук, профессор В. П. Гребенюк, доктор филологических наук, профессор С. Н. Травников, доктор исторических наук, профессор И. В. Лёвочкин. Ведущая организация — Институт славяноведения и балканистики РАН.
14 октября 2001 года присвоено учёное звание доцента Московской духовной академии.
В 2003—2014 годах — профессор кафедры журналистики Московского государственного университета культуры и искусств.
С 2004 года по настоящее время — профессор и заведующий кафедрой филологии Московской духовной академии.
С 2014 года по настоящее время — профессор кафедры общих гуманитарных дисциплин Сретенской духовной семинарии.
С 2015 года до 2020 года — профессор кафедры журналистики Московского гуманитарного университета.
За годы работы в МДА и других учебных организациях в разное время читал курсы: «История Русской Церкви: Патриарший период», «Русская патрология», «История древнерусской литературы», «Старославянский язык», «История славянского просвещения», «История России», «Актуальные вопросы истории России», «История книги», «История отечественной литературы (XI—XIX вв.)», «Православная культура и общество», «Историко-теоретические основы курса „Агиография и агиология“».
Член редакционной коллегии научного историко-филологического журнала «Древняя Русь. Вопросы медиевистики» и регулярного сборника Российской Государственной библиотеки «Записки отдела рукописей».
Входит в состав Коллегии по рецензированию и экспертной оценке при Издательском совете Русской православной церкви, а также Номинационной комиссии Учебного комитета Русской православной церкви. Член Межсоборного присутствия Русской православной церкви.
Женат, имеет четырёх дочерей: Александру, Анну, Варвару, Прасковью.

## Научная деятельность
Сфера профессиональных научных интересов — русская средневековая литература и книжность, в частности палеография, текстология, поэтика, семантика, история древнерусской образованности, древнерусское восприятие западной культуры.
Во многих своих научных публикациях В. М. Кириллин выступает либо как первооткрыватель новых подходов в интерпретации памятников древнерусской литературы (значение библейских чисел в качестве повествовательных элементов), либо как первый исследователь прежде мало привлекавших литературоведов жанровых форм (сказания об иконах, панегирические тексты).
Помимо научных интересов В. М. Кириллин склонен к литературным занятиям. И коллеги по Отделу древних славянских литератур ИМЛИ РАН это оценили: их заботами к 70-летию учёного был издан сборник его стихотворений «Стихослагательные упражнения». М.: Издательство «Перо», 2021.

### Публикации
- Символика чисел в древнерусских сказаниях XVI века // Естественнонаучные представления Древней Руси / Колл. моногр. М.: Наука, 1988. — 320 с.
- Символика чисел в литературе Древней Руси // Древнерусская литература: Изображение природы и человека / А. С. Демин, А. С. Елеонская, В. М. Кириллин и др.; Отв. ред. А. С. Демин; Ин-т мировой лит. им. А. М. Горького РАН. — М.: Наследие, 1995. — 336 с. — ISBN 5-86562-014-2.
- «Слово о вере христианской и латинской» // Древнерусская литература: Восприятие Запада в X1-XIV вв. / Колл. моногр. — М.: ИМЛИ РАН, 1996.
- Кириллин В. М., Кожинов В. В. Обличитель ересей непостыдный. — М.: Фонд им. прп. Иосифа Волоцкого, 1999. — 177 с.
- Символика чисел в литературе Древней Руси (XI—XVI вв.). — СПб.: Алетейя, 2000. — 320 с. — 1300 экз. — ISBN 5-89329-271-5.
- Западный мир в восприятии Симеона Суздальского и его современников — участников Ферраро-Флорентийского собора // Древнерусская литература: тема Запада в XIII—XV вв. и повествовательное творчество / Колл. моногр. / Ин-т мировой литературы им. А. М. Горького РАН. М.: «Азбуковник», 2002. — 255 с.
- Таинственная поэтика «Сказания о Мамаевом побоище» / Институт мировой литературы имени А. М. Горького РАН. — М.: Языки славянской культуры, 2007. — 104 с. — (Studia philologica. Series minor). — 1000 экз. — ISBN 5-9551-0195-0. (обл.) (Публикация на портале «Слово»: Вместо предисловия, Части вторая и третья, Прототипы и семантика…).
- Сказание о Тихвинской иконе Богоматери „Одигитрия“. Литературная история памятника до XVII века. Его содержательная специфика в связи с культурой эпохи. Тексты. — М.: Языки славянской культуры, 2007.
- Слово похвально на святый Покров Пречистыя Богородица и Приснодевы Мариа / Подгот. текста, перев., коммент., исследов. — Москва-Брюссель: Conference Sainte Trinity du Patriarcate de Moscou ASBL; Свято-Екатерининский мужской монастырь, 2012. — 1000 экз. — ISBN 978-5-904685-09-6.
- Очерки о литературе Древней Руси. Материалы для истории русской патрологии и агиографии. — Сергиев Посад: Издательство Московской духовной академии, 2012. — 288 с. — 1000 экз. — ISBN 978-5-905-193-02-6.
- О книжности, литературе, образе жизни Древней Руси / Ин-т миров. лит-ры им. А. М. Горького РАН. — М.: Языки славянской культуры, Глобал Ком, 2013. — 293 с. — (Studia philologica). — 300 экз. — ISBN 978-5-9551-0648-9.
- «Истинные воины Царя Небесного»: Преподобные Сергий Радонежский и Иосиф Волоцкий в древнерусской литературе и предании Церкви (Сборник историко-филологических статей). — М.: Изд-во Сретенского монастыря, 2016. — 320 с. — 2000 экз. — ISBN 978-5-7533-1231-0.
- Монографический сборник=В поисках смысла: опыт интерпретации памятников древнерусской литературы / Ин-т мировой литературы РАН. М.: Издательский Дом ЯСК, 2022. 320 с. ISBN 978-5-907498-12-9.
- Славление великого князя Киевского Владимира Святославича в русском литературном предании XI—XVI веков / Московская духовная академия, Русская Православная Церковь; Институт мировой литературы им. А. М. Горького, Российская академия наук. Сергиев Посад, 2023. 242 с. ISBN 978-5-907449-16-9.

- «Чужое» в древнерусских сказаниях о Ферраро-Флорентийском соборе // Журнал «Древняя Русь. Вопросы медиевистики». Вып. 1. Сентябрь, 2000. — С. 86-94.
- Различные подходы при изучении западной темы в древнерусской литературе (К вопросу о комплексном анализе) // Журнал «Древняя Русь. Вопросы медиевистики». 2002. Июнь, № 2 (8). — С. 48-54.
- Неизвестное рукописное Евангелие-тетр XV века // Журнал «Древняя Русь. Вопросы медиевистики». 2003. Март, № 1 (11). — С. 96-101.
- «Великий покаянный канон» святителя Андрея, архиепископа Критского, в древнерусской переработке // Журнал «Древняя Русь. Вопросы медиевистики». 2003. Сентябрь, № 3 (13). — С. 79-94.
- Время возникновения краткой редакции «Повести о новгородском белом клобуке» и её общественное значение // Журнал «Древняя Русь. Вопросы медиевистики». 2003. Декабрь, № 4 (14). — С. 32-34.
- Сказание о Тихвинской иконе Богоматери «Одигитрия» // Журнал «Древняя Русь. Вопросы медиевистики». 2004. — № 1 (15). — С. 102—120.
- Графико-орфографический анализ рукописного источника: К вопросу о датировке краткой редакции «Повести о новгородском белом клобуке» // Журнал «Древняя Русь. Вопросы медиевистики». 2004. — № 3 (17). — С. 29-38.
- Четверичность как индекс таинственного содержания «Сказания о Мамаевом побоище» // Журнал «Древняя Русь. Вопросы медиевистики». — № 6. 2006. — С. 19—41.
- Система и состояние образования в Древней Руси // Журнал «Древняя Русь. Вопросы медиевистики». — № 3 (29). Сентябрь 2007. — С. 44—47.
- Русская образованность в X—XVII в. // Журнал «Древняя Русь. Вопросы медиевистики». — № 2 (36). 2009. — С. 22—33.
- К вопросу о риторическом мастерстве Пахомия Логофета // Журнал «Древняя Русь. Вопросы медиевистики». 2009. — № 3 (37). — С. 47—49.
- К вопросу о риторическом мастерстве Пахомия Логофета // Журнал «Древняя Русь. Вопросы медиевистики». — № 3 (37). 2009. — С. 45—49.
- Русская образованность в X—XVII в. (окончание) // Журнал «Древняя Русь. Вопросы медиевистики». — № 4 (38). 2009. — С. 5—23.
- Слово похвальное иконе Пресвятой Богородицы «Знамение» Пахомия Логофета // Журнал «Древняя Русь. Вопросы медиевистики». — № 1 (47). 2012. — С. 79—84.
- Образ князя Владимира Святославича в ранних древнерусских гомилиях // Журнал «Древняя Русь: Вопросы медиевистики». — № 2 (56). Июнь. М., 2014. — С. 32—48.
- Социальные воззрения преподобного Иосифа Волоцкого // Журнал «Древняя Русь: Вопросы медиевистики». — № 4 (62). Декабрь. М., 2015. — С. 44—50.
- Оценки Владимира Святославича посредством исторических аналогий в ранних русских гомилиях // Журнал «Древняя Русь: Вопросы медиевистики». — № 2 (64). Июнь. — М., 2016. — С. 90—97.
- Рефлексия о великом киевском князе Владимире Святославиче в его проложном жизнеописании // Журнал «Древняя Русь: Вопросы медиевистики». М., 2017. — Вып. 4 (70). — С. 80-84.
- О происхождении текста 1-й редакции первой службы Владимиру Великому // Журнал «Древняя Русь: Вопросы медиевистики». № 3 (81): сентябрь. М., 2020. С. 68-82 (1,5 а. л.)

- Сюжетные особенности малоизвестного памятника псковской литературы XVII в. // Вопросы сюжета и композиции / Межвузов. сб. Горький, 1985.
- Текстологический анализ ранних редакций «Сказания о Тихвинской Одигитрии» // Литература Древней Руси: Источниковедение. — Л.: ИРЛИ РАН, 1988.
- «Сказание о Тихвинской Одигитрии» в общественно-политической и культурной жизни Руси конца XV — начала XVI веков // Герменевтика древнерусской литературы. Сб. 1: XI—XVI века. — М.: ИМЛИ РАН, 1989.
- Первоначальные редакции «Сказания о Тихвинской Одигитрии» и их связь с книжно-литературными центрами Руси — Новгородом и Москвой // Тезисы докладов и сообщений конференции по итогам научно-исследовательской работы ГБЛ за 1988 г. М., 1989.
- Первоначальные редакции «Сказания о Тихвинской Одигитрии» // Книжные центры Древней Руси XI—XVI в.: Разные аспекты исследования. СПб.: ИРЛИ РАН, 1991.
- Тезисы. Число как компонент текста Киево-Печерского патерика // Тезисы докладов и сообщений конференции по итогам научно-исследовательской работы ГБЛ за 1990 г. М., 1991.
- Идея «преемственности власти» в древнерусской литературе о «чудотворных» иконах Богоматери // Герменевтика древнерусской литературы X—XVI вв. Сб. 3. М.: ИМЛИ РАН, 1992.
- Символика чисел в Киево-Печерском Патерике // Старинные мастера русского слова / Межвед. сб. М.-Самара: Изд. СамПГИ, 1993.
- Тезисы. «Александрия Сербская»: образ героя" средневековая нумерология // Материалы конференции по итогам научно-исследовательской работы РГБ за 1991 г. М., 1993.
- Тезисы. «Хождение Агапия в рай»: поэтика священных чисел // Тези доповідей науково-практичной конференції «Писемні пам’ятки східнослов’янськими мовами XI—XVIII ст.ст.». Київ-Слов’янськ, 1993.
- Тезисы. Триадология в русской агиографии // «Румянцевские чтения»: К 240-летию со дня рождения Н. П. Румянцева. Ч. 1. М.: РГБ, 1994.
- Епифаний Премудрый: умозрение в числах о Сергии Радонежском // Герменевтика древнерусской литературы. Сб. 6, ч. 1. М.: ИМЛИ РАН, 1994.
- Епифаний Премудрый как агиограф преподобного Сергия Радонежского: проблема авторства // Герменевтика древнерусской литературы. Сб. 7, ч. М.: ИМЛИ РАН, 1994. — С. 264—275.
- Числа как знак прикровенной правды: Псевдобиография Андрея Критского // «Литературное обозрение». — № 3/4. М., 1994.
- Новые материалы для истории книжно-литературных традиций средневекового Пскова. Святогорская повесть // Книжные центры Древней Руси: XVII век: Разные аспекты исследования. СПб.: ИРЛИ РАН, 1994.
- К интерпретации числовых структур в агиографических произведениях (на материале древнерусской агиографии) // Проблемы происхождения и бытования памятников древнерусской письменности и литературы. Н. Новгород: ННГУ имени Н. И. Лобачевского, 1995.
- Правота и логика антилатинского «Послания» св. Феодосия Печорского // Древняя Русь и Запад: Научная конференция: Книга резюме. М.: ИМЛИ РАН, 1996.
- Предисловие «К читателям» // Древняя Русь и Запад: Научная конференция: Книга резюме. М.: ИМЛИ РАН, 1996.
- Собрание Великоустюжского районного краеведческого музея (ф. 122) // Рукописные собрания Государственной библиотеки СССР имени В. И. Ленина: Указатель. Том 1. Вып. 3 (1948—1979). М., 1996.
- Тезисы. «Пролог» в исследованиях Л. П. Жуковской // Румянцевские чтения: Материалы научно-практич. Конференции по итогам научно-исслед. Работы РГБ. Ч. 2. М., 1996.
- Тезисы. Рукописная Постная Триодь Св.-Троице-Сергиевой Лавры № 25 // Троице-Сергиева Лавра в истории, культуре и духовной жизни России / Междунар. Конференция: 29 сент. — 1 окт. 1998, Сергиев Посад / Тезисы докладов. Издат. Дом «Подкова», 1998.
- Тезисы. Об одном литургико-богословском опыте в Древней Руси // Вестник Литературного института имени А. М. Горького. М., 1998.
- Истоки древнерусских представлений о священных числах // Письменная культура: источниковедческие аспекты истории книги: Сб. ст. / Рос. гос. б-ка. М., 1998.
- «Великий покаянный канон» святого Андрея Критского по древнерусской рукописи XIV века // Ежегодная Богословская Конференция Православного Свято-Тихоновского Богословского Института: Материалы 1998 г. М., 1998.
- Триодь Постная и Цветная по рукописи первой половины XIV века из Вологодского собрания (ф. 354, № 241) // Рукописные собрания церковного происхождения в библиотеках и музеях России: Сб. докладов конференции 17-21 ноября 1998 г. М.: Синодальная б-ка Моск. Патриархата, 1999.
- Литературная судьба «Сказания о Тихвинской Одигитрии» до исхода XVI столетия // Исследования книжных памятников: История. Филология. Источниковедение: Сб. науч. ст. / Рос. Гос. б-ка. М., 2000.
- Структурированная похвала предстоятелю Русской Церкви // Вестник Российского гуманитарного научного фонда. 2000, № 3: 2000 лет христианской культуры.
- «Великий покаянный канон» св. Андрея Критского по древнерусской рукописи первой половины XIV в // Герменевтика древнерусской литературы. Сб. 10. М.: ИМЛИ РАН, 2000.
- К истории стихословия Великого Покаянного Канона св. Андрея Критского в Древней Руси. Наблюдения над формой // Гимнология: Материалы Международной научной конференции: Памяти протоиерея Димитрия Разумовского" / Ученые записки Научного центра русской церковной музыки имени протоиерея Димитрия Разумовского. Вып. 1. В двух книгах. М., 2000. Книга первая.
- «Просветитель» преподобного Иосифа Волоцкого (вступ. Статья, перев. Предисловия к книге и комментарий) // Записки Отдела Рукописей. Вып. 51. М.: Рос. Гос. б-ка, 2000.
- Запад в восприятии русских участников Ферраро-Флорентийского собора // Вестник Литературного института имени А. М. Горького. Вып. 2. М., 2000.
- Культурологические итоги исследования числовой символики в литературе Древней Руси // Вестник Литературного института имени А. М. Горького. Вып. 2. М., 2000.
- Нумерологическая структура текста как индекс повествовательной манеры Епифания Премудрого и вопрос об атрибуции «Слова о житьи и о преставлении великаго князя Дмитриа Ивановича, царя рускаго» // Культурное наследие Древней Руси / Матер. науч. конфер., посвящ. памяти проф. В. В. Кускова (9 ноября 2000 г.). М.: Государственная академия славянской культуры, 2001.
- Латинский искус // Журнал «Родина». — № 12. 2003. Ч. 2: Средневековая Русь.
- «Повесть о новгородском белом клобуке»: время происхождения и соотношение первых редакций // Герменевтика древнерусской литературы. Вып. 11 / О-во исследователей Древней Руси; Отв. ред. М. Ю. Люстров. М.: Языки славянской культуры; Прогресс-Традиция, 2004.
- Тайнозрительство преподобного Серафима Саровского и христианская визионерская традиция // Журнал «Церковь и время» / Научно-богословский и церковно-общественный журнал. — № 4 (29). М., 2004.
- Научные труды протоиерея Александра Горского и развитие русской археографии // «Честному и грозному Ивану Васильевичу»: к 70-летию Ивана Васильевича Лёвочкина. Сб. статей. М.: РФК-Имидж Лаб, 2004.
- Три Служебника XIV в. из рукописных собраний Российской Государственной библиотеки // От аза до ижицы // Сборник научных статей в честь 70-летия доктора исторических наук Ивана Васильевича Левочкина и в связи с 45-летием научно-педагогической деятельности. М., 2004.
- О времени создания краткой редакции «Повести о новгородском белом клобуке» // Вестник Литературного института имени А. М. Горького. — № 1. М., 2005.
- Литературное наследие святителя Кирилла Туровского // Труды Минской духовной академии. — № 4. Жировичи, 2006.
- Четверичность как индекс таинственного содержания «Сказания о Мамаевом побоище» // Журнал «Древняя Русь: Вопросы медиевистики». — № 4 (26), декабрь. М., 2006.
- Пример просвещенной религиозности и смиренной учености // Предисловие к кн.: Мельков А. С. Жизненный путь и научное наследие А. В. Горского. М.: Пашков Дом, 2006.
- Спасет ли нас культура? // Российская культура как фактор общественного развития: Материалы «круглого стола» (Москва, 28 апреля 2006 года). М.: МГУКИ, 2007.
- О времени создания краткой редакции «Повести о новгородском белом клобуке» // Сб.: Вестник Общества исследователей Древней Руси за 2002—2003 гг. М.: ИМЛИ РАН, 2007.
- О таинственном содержании «Сказания о Мамаевом побоище» в русской средневековой культуре // Вестник славянских культур. 2008. Т. IX. — № 1-2. — С. 121—138.
- Жанрово-тематические особенности древнерусских сказаний об иконах // Вестник славянских культур. 2009. Т. XII. — № 2. — С. 60-68.
- Похвальные речи Пахомия Логофета: К вопросу о риторическом мастерстве писателя // Славянский альманах. 2010. Т. 2009. — С. 32-49.
- Литературный стиль безмолвия: Исихазм и русская литература конца XIV — начала XVI веков" // Православное книжное обозрение. — № 2 (037), февраль. М., 2014. — С. 12-17.
- Панегирическое наследие Пахомия Логофета // Герменевтика древнерусской литературы. Сб. 16-17 / Российск. акад. наук: Ин-т мировой литературы РАН; Отв. ред. М. В. Первушин. М., 2014. — С. 962—1020.
- Образ преподобного Сергия Радонежского в Сказании Авраамия Палицына об осаде Троице-Сергиева монастыря" // Церковь и время: Научно-богословский и церковно-общественный журнал. Т. LXVI — № 1 (Январь — Март). М.: Отдел внешних церковных связей Московского Патриархата, 2014. — С. 130—144.
- О состоянии русского общества и государственности времени преподобного Сергия Радонежского и о значении его духовного подвига" // Сретенский сборник: Научные труды преподавателей СДС. Вып. 5, Изд-во Сретенского монастыря, 2014. — С. 176—200.
- Преподобный Сергий Радонежский как покровитель воинских сил России // Сретенский сборник: Научные труды преподавателей СДС. Вып. 5, Изд-во Сретенского монастыря, 2014. — С. 201—247.
- Московская духовная академия и филологическая составляющая отечественной славистики" // Гуманитарные науки в теологическом пространстве: Взаимодействие духовного и светского образования в России на примере Московской духовной академии с начала XIX в. по настоящее время. Сборник статей в честь 200-летнего юбилея пребывания Московской духовной академии в Троице-Сергиевой Лавре. Сергиев Посад, 2015. — С. 262—276.
- Образ князя Владимира Святославича в древнерусских гомилиях XI—XII вв." // Древняя Русь: Пространство книжного слова. Историко-филологические исследования / Отв. ред. В. М. Кириллин. М., «Языки славянской культуры», 2015. — С. 63-97.
- Тема щедрости в ранних похвалах великому Киевскому князю Владимиру Святославичу // Научные труды Московского гуманитарного университета. — № 3: Медиаобразование как стратегический ресурс / Отв. ред. О. Е. Коханая. М., 2016. — С. 62-71 (http://journals.mosgu.ru/trudy/article/viewFile/285/330).
- Определение времени и места возникновения памятника (на примере анонимного похвального слова празднику Покрова Пресвятой Богородицы) // Российская медиевистика на рубеже XXI века / Сост. М. П. Одесский; ред. Х. Шталь. Trier Studien zur Slavistik. Band 2. : BiblionMedia, 2016. S. 75-90.
- О древнерусском интеллекте // Высшее образование для XXI века. XIII Международная научная конференция Москва, 8-10 декабря . Доклады и материалы. Круглый стол: Профессиональная подготовка в сфере МАСС-МЕДИА. Ч. 1. Издательство Московского гуманитарного университета, 2016. — С. 65-68 (http://mosgu.ru/nauchnaya/publications/2016/proceedings/Higher-Education-for-21st-Century_Roundtable-Mass-Media-2016-p1.pdf).
- Видение блаженного Андрея: связь текста с книжной и иконографической традицией // Труды Отдела древнерусской литературы. Т. 64. СПб.: Наука, 2016. — С. 678—688.
- Повесть о чудотворной Казанской иконе Богоматери в свете древнерусской литературной традиции // STUDIA LITTERARUM: Литературные исследования. Научный журнал. Т. 2, № ., ИМЛИ им. А. М. Горького РАН, 2017. — С. 150—183.
- Число 15 как топос древнерусской агиографии // Сборник материалов научно-богословской конференции кафедры филологии Московской духовной академии, посвященной памяти профессора МДА М. М. Дунаева, «Таинство слова и образа». М.: Московская духовная академия, Орфограф, 2017. — С. 24-49 (1,1 а. л.)
- Тема щедрости в ранних похвалах великому киевскому князю Владимиру Святославичу // Культурно-семиотическое пространство русской словесности: история развития и перспективы изучения: Материалы международной научной конференции. М.: Кругъ, 2017. — С. 21-29 (0,5 а. л.)
- Социальные воззрения преподобного Иосифа Волоцкого // Преподобный Иосиф Волоцкий и его обитель: Материалы научно-практической конференции, посвященной 500-летию преставления преподобного Иосифа Волоцкого. М., 2017. Вып. IV. — С. 72-82 (0,8 а. л.)
- Развитие представлений о князе Владимире как крестителе Руси (по материалам ранних древнерусских гомилий) // Русь эпохи Владимира Великого: государство, церковь, культура: материалы Международной научной конференции в память тысячелетия кончины святого равноапостольного князя Владимира и мученического подвига святых князей Бориса и Глеба, Москва, 14-16 октября . / Рос. акад. Наук, Ин-т рос. истории, Ин-т археологии, Науч. совет «Роль религий в истории»; отв. ред. Н. А. Макаров, А. В. Назаренко. М.: Вологда: Древности Севера, 2017. — С. 379—409 (2,3 а. л.)
- Святая земля — Римская империя — Византия — Русь: Идея наследничества по памятникам древнерусской литературы // STUDIA LITTERARUM: Литературные исследования. Научный журнал. Т. 3, № .: ИМЛИ им. А. М. Горького РАН, 2018. — С. 118—139 (1,1 а. л.)
- Развитие состава эпитетов, характеризующих Владимира_Святого в посвященной ему древнерусской гимнографии // Вестник славянской культуры: Научный журнал. Т. 48: Июнь 2018. — М., 2018. — С. 113—136 (1, 5 а. л.)
- Слово о Законе и Благодати // Древнерусская литература: В помощь преподавателям, старшеклассникам и абитуриентам / Сост. А. С. Демин, М. В. Первушин. М.: Изд-во Моск. ун-та, 2018. — С. 3-13 (1,0 а. л.)
- «Слова» и молитвы Кирилла Туровского // Древнерусская литература: В помощь преподавателям, старшеклассникам и абитуриентам / Сост. А. С. Демин, М. В. Первушин. М.: Изд-во Моск. ун-та, 2018. — С. 93-109 (1,5 а. л.)
- Именования Владимира Великого в прославляющих его гимнографических текстах как рефлекс восприятия русским общественным сознанием исторического и инобытийного служения князя // STUDIA LITTERARUM: Литературные исследования. Научный журнал. Т. 4, № 1. М.: ИМЛИ им. А. М. Горького РАН, 2019. С. 176—201 (0,9 а. л.)
- Эволюция оценочных представлений о святом Владимире Великом в посвящённых ему агиографических текстах XII—XV веков // У истоков и источников: на международных и междисциплинарных путях [Текст]: Юбилейный сборник в честь Александра Васильевича Назаренко. М.: ИРИ РАН; Центр гуманитарных инициатив, 2019. С. 186—206 (1,4 а. л.)
- Равноапостольный Владимир в гомилиях и гимнографии XI—XV веков: Исторические аналогии и эвлюция образа // «Державы Русския просветители»: Равноапостольные князь Владимир и княгиня Ольга: исторический выбор России / Отв. ред. Ж. Г. Белик. М.: Фонд социально-культурных инициатив, изд-во «ЛѢТО», 2019. С. 156—191 (1, 5 а. л.)
- Владимир Святославич — пророк Моисей, апостол Павел, император Константин: традиция типологического размышления о святом // Сборник материалов научно-богословской конференции кафедры филологии Московской духовной академии «Таинство слова и образа» (3-4 октября 2018 года). Сергиев Посад — Переяславль: Московская духовная академия —Переяславская епархия, 2019. С. 183—210 (1,0 а. л.)
- Похвальное слово празднику Покрова Пресвятой Богородицы неизвестного древнерусского оратора: текст, перевод и комментарии // Герменевтика древнерусской литературы: Сборник 18 / Ин-т мировой литературы им. А. М. Горького РАН; отв. ред. О. А. Туфанова. М.; Берлин: Директмедиа Паблишинг, 2019. С. 370—412 (5 а. л.)
- Вместо предисловия // Слово и образ. Вопросы изучения христианского литературного наследия: научный журнал / Московская духовная академия. Сергиев Посад, 2019. Т. 1 № 1. С. 8-9 (0, 1 а. л.)
- Слово о законе и благодати // Древнерусская литература. Учебное пособие. Вып. 1 / Отв. ред. А. С. Демин, С. А. Васильев. М.: Литературный институт им. А. М. Горького, 2019. С. 5-20 (1,5 а. л.)
- Сказание о Мамаевом побоище // Древнерусская литература. Учебное пособие. Вып. 1 / Отв. ред. А. С. Демин, С. А. Васильев. М.: Литературный институт им. А. М. Горького, 2019. С. 72-85 (1,3 а. л.)
- Перевод на русский церковнославянского Предисловия к Геннадиевской Библии // Славянская Библия по рукописи 1499 года с параллельным русским Синодальным переводом. М., Изд-во Сетенского монастыря, 2019. С. 10-56 (1,5 а л.)
- Развитие представлений о личности великого князя киевского Владимира Святославича по свидетельству панегирических и агиографических текстов XI—XV вв. // Герменевтика древнерусской литературы. Сборник 19 / Ин-т мировой литературы РАН; гл. ред. О. А. Туфанова, отв. ред. Е. А. Андреева. М.: ИМЛИ РАН, 2020. С.285-370 (3,5 а. л.)
- «Арголаи» и «лѣнии лѣви» Александра Македонского: О трудностях перевода на русский язык славянского жития пророка Иеремии // STUDIA LITTERARUM: Литературные исследования. Научный журнал. Т. 5, № 3. М.: ИМЛИ им. А. М. Горького РАН, 2020. С. 200—235 (2 а. л.)
- Ретроспективно-исторические аналогии в богослужебных текстах, посвящённых святому Владимиру Великому // Слово и образ. Вопросы изучения христианского литературного наследия: научный журнал / Московская духовная академия. Сергиев Посад: Издательство Московской духовной академии, 2020. № 1 (2). С. 11-33 (0,8 а. л.)
- Великая защитница. 3 июня исполнится 500 лет Владимирской иконе Божией Матери // Сайт московского Сретенского монастыря. 10.03.2021. URL: https://monastery.ru/bog-i-chelovek/vladimirskaya-ikona-bozhiey-materi-velikaya-svyatynya-velikaya-zashchitnitsa/ 0,5 а. л.

- Роль русского языка в становлении российской государственности на Дальнем Востоке // Богослов.ру, 09.06.2008 (Доклад на научно-практической конференции «Значение славянской письменности и культуры в укреплении российской государственности на Дальнем Востоке»)
- «Отвещание любозазорным» преподобного Иосифа Волоцкого: размышление в лицах об иноческом подвиге как авторская самохарактеристика // Богослов.ру, 14.12.2008 (расширенная версия доклада на конференции «Русская патрология». МДА, 1-2 декабря 2008 года)
- Как избирались патриархи в досинодальный период Русской Православной Церкви. Поставление Патриарха на Руси // Богослов.ру, 21.01.2009
- Идейно-содержательная специфика «Слов» святителя Серапиона Владимирского // Богослов.ру, 29.07.2009
- Панегирическое наследие Пахомия Логофета // Богослов.ру, 24.11.2010
- Преподобный Сергий Радонежский как покровитель воинских сил России // Богослов.ру, 21.07.2015

- Реферат книги. Древнерусская литература: Источниковедение. Л., 1984 // Общественные науки в СССР / Реферативный журнал: сер. 7. 1985. — № 4.
- Реферат книги. Рыбаков Б. А. Из истории культуры Древней Руси: Исследования и заметки. М., 1984 // Общественные науки в СССР / Реферативный журнал: сер. 7. 1985. — № 5.
- Реферат книги. Повесть о Варлааме и Иоасафе: Памятник древнерусской переводной литературы XI—XVII вв. / Подг. текста, исслед., коммент. Лебедевой И. Н. Л., 1985 // Общественные науки в СССР / Реферативный журнал: сер. 7. 1986. — № 2.
- Реферат книги. Взаимодействие древнерусской литературы и изобразительного искусства. ТОДРЛ. Л., 1985. Т. 38 // Общественные науки в СССР / Реферативный журнал: сер. 7. 1986. — № 3.
- Реферат книги. Древнерусская книжность: По материалам Пушкинского Дома. Л., 1985 // Общественные науки в СССР / Реферативный журнал: сер. 7. 1986. — № 5.
- Реферат книги. Труды Отдела древнерусской литературы. Л., 1985. Т. 40 // Общественные науки в СССР / Реферативный журнал: сер. 7. 1986. — № 6.
- Реферат книги. Охотникова В. И. Повесть о Довмонте: Исследования и тексты. Л., 1985 // Общественные науки в СССР / Реферативный журнал: сер. 7. 1986. — № 6.
- Реферат книги. Лихачёв Д. С. Исследования по древнерусской литературе. Л., 1986 // Общественные науки в СССР / Реферативный журнал: сер. 7. 1987. — № 5.
- Реферат книги. Короткий В. Г. Творческий путь Мелетия Смотрицкого. Минск, 1987 // Общественные науки в СССР / Реферативный журнал: сер. 7. 1988. — № 1.

- Герменевтика древнерусской литературы X—XVI вв. Сб. 3. М.: ИМЛИ РАН, 1992. 478 с
- Герменевтика древнерусской литературы. Сб. 6. Ч. 1-2. М.: ИМЛИ РАН, 1994. 478 с.
- Древняя Русь и Запад. Научная конференция. Книга резюме. М.: ИМЛИ РАН, 1996. 264 с.
- Исследования книжных памятников: История. Филология. Источниковедение: Сб. науч. Ст. / Рос. Гос. б-ка. М., 2000. 198 с.
- Волков А. А. Курс русской риторики. Изд. 2-е. М.: Индрик, 2009. 424 с.
- Древняя Русь: Пространство книжного слова. Историко-филологические исследования / Отв. ред. В. М. Кириллин. — М. : Языки славянской культуры, 2015. 522 с., ил.
- Сборник материалов научно-богословской конференции кафедры филологии Московской духовной академии, посвящённой па-мяти профессора МДА М. М. Дунаева, «Таинство слова и образа». М.: МДА, Орфограф, 2017. 304 с.
- Слово и образ. Вопросы изучения христианского литературного наследия: научный журнал / Московская духовная академия. Сергиев Посад, 2019. Т. 1 № 1. 144 с.
- Сборник материалов научно-богословской конференции кафедры филологии Московской духовной академии «Таинство слова и образа» (3 — 4 октября 2018 года). Сергиев Посад — Переславль: МДА, Переславская епархия, 2019. 448 с.

- История отечественной литературы (X—XVII вв.) // Журналистика. Сб. программ. Разд. 1. М.: МГУКИ, 2006.
- «Сказание о Мамаевом побоище»: Учебные материалы по курсу «История отечественной литературы». М.: МГУКИ, 2006.
- Книжное дело (История и современность): Учебная программа для студентов специальности «Журналистика». М.: МГУКИ, 2006.
- История древнерусской литературы: Аналитическое пособие / Архангельская А. В., Гладкова О. В., Дёмин А. С., Илюшин А. А., Капица Ф. С., Кириллин В. М., Коротченко М. А., Люстров М. Ю., Менделеева Д. С., Пауткин А. А., Ранчин А. М.. — Языки славянских культур, 2008. — 820 с. — ISBN 5-95-51-0073-3.
- Рабочая программа дисциплины. «История отечественной литературы (XI—XIX вв.)». БІ.Б.10. Направление подготовки — 42.03.02 «Журналистика». Квалификация выпускника — бакалавр // АНО ВО «Московский гуманитарный университет». Кафедра журналистики. — М., 2015. — 43 с.
- Рабочая программа дисциплины. «Основы теории литературы». Б1.Б.9. Направление подготовки — 42.03.02 «Журналистика». Квалификация выпрускника — бакалавр // АНО ВО «Московский гуманитарный университет». Кафедра журналистики. — М., 2015. — 29 с.
- Рабочая программа дисциплины. «История и теория символов». Б1.В.ДВ.3.1. Направление подготовки — 42.03.02 «Журналистика». Квалификация выпускника — бакалавр // АНО ВО «Московский гуманитарный университет». Кафедра журналистики. М., 2017. 24 с. (1,1 а. л.)
- Рабочая программа дисциплины. «Основы теории литературы». Б1.Б.9. Направление подготовки — 42.03.02 «Журналистика». Квалификация выпрускника — бакалавр // АНО ВО «Московский гуманитарный университет». Кафедра журналистики. М., 2017. 27 с. (1,3 а. л.)
- Рабочая программа дисциплины (совместно с А. А. Бобровым). «История отечественной литературы (XI—XX вв.)». Б1.Б.10. Направление подготовки — 42.03.02 «Журналистика». Квалификация выпрускника — бакалавр // АНО ВО «Московский гуманитарный университет». Кафедра журналистики. М., 2018. 53 с.

- «Услыши глас моления моего!» (О языке православного богослужения) // «Православная беседа»: Духовно-просветительный журнал. М., 1994. — № 3.
- «Драгоценный источник» (подборка высказываний о церковнославянском языке) // «Православная беседа». М., 1994. — № 6.
- Александр Горский и русская археография // «Историческая газета». 15.03.1996. — № 0.
- «Истинный наследник отечеству Русськаго царствия» // «Историческая газета». 1997. — № 7-8. Июль-август.
- Книга о подвижнике // «Историческая газета». 1999. — № 7-8.
- Повесть о новгородском белом клобуке // Журнал «София». Изд. Новгородской епархии. 2003. — № 3.
- «Светоприемная свеща и чудес сокровище» икона Пренепорочной Матери Божией «Тихвинская» // Журнал «Россия православная». — № 4. М., 2004.
- О церковнославянском языке // Журнал «Фома». — № 2 (25). М., 2005.
- Куликовская битва: взгляд через столетия // Журнал «Россия православная». — № 9/10. М., 2005.
- Назидание о грядущем  // Научный богословский портал «Богослов.ru», 08.03.2008
- Путь жизнеутверждающего труда // Богослов.ру, 10.10.2008
- Церковная составляющая русской языковой культуры // Богослов.ру, 23.12.2009
- Пять признаков подмены // Фома. — № 6 (110) — июнь 2012. — С. 33.

- Камо грядеши или куда идешь?: О церковно-славянском языке и православии / О том, что такое церковно-славянский язык, о его исторической судьбе и миссии рассказывает Владимир Кириллин, преподаватель Московской духовной академии и семинарии/ Беседовала Мария Коршунова // Фома. — № 2. — 1996. — С. 28-31.
- Коновалов В. Тихвинская икона: приключения, парадоксы и возвращение // Труд, 23 июня 2004.
- Ильницкая Н. Мобилизация памяти // Газета «Вечерний Ставрополь» № 76 (3316) (2005.04.26), № 77 (3317) (2005.04.27).
- Вигилянская А. О празднике Рождества Христова // Виноград. 2008. — № 1.
- Сечина И. Тайна святого Кирилла: кто придумал Глаголицу? // Нескучный сад. 2011. — № 5 (64).
- Волкова Н. Наши выпускники должны быть грамотными людьми // «Татьянин день», 30.09.2011.
- Каплан В. «Редкий подвиг, или что такое юродство» // Интернет-издание «Фома», Июнь 2012 г.
- Бирюкова М. <О пользе чтения светской литературы> // Православный журнал «Православие и современность: Ведомости Саратовской митрополии» / «Книги, которые нас сберегли» [№ 23 (39), Май — Август, 2012].
- Бирюкова М. <Об эмиграции> // Газета «Православная вера: Издание Саратовской митрополии» / «Уезжать из России — грех?» [№ 20 (472), Октябрь, 2012].
- Палатников С. «Через науку к вере»  // Журнал Минской духовной семинарии «Ступени» [№ 3 (47), 2012.
- Полякова Х. «Портрет преподобного <Сергия Радонежского> на фоне русской истории» // Журнал «Монастырский вестникъ» [№ 8 — 9, Август, сентябрь, 2014].
- Рафаил (Попов), мон. <Богатство в жизни вечную: О преподобном Иосифе Волоцком и его трудах>  // Интернет-портал «Православие. RU». 30 октября 2015 г.
- Лысенко А. <Апостольская миссия России>  // Сайт «Московская Сретенская духовная семинария». 11 марта 2016 г.
- Рудаков В. Объединяющее начало: О причинах принятия христианства и его культурном влиянии // Журнал "Историк: Крым. Страницы истории с древнейших времен до наших дней / Под ред. В. Н. Рудакова. М., 2019. С. 58-59.
- Псковское телевидение. . 29.06.2021.

## Награды
- Национальная премия «Имперская культура» имени Эдуарда Володина (2022)[7]
- Почётное звание «Почётный работник сферы образования Российской федерации» (2024)

Награды Русской православной церкви:
- Орден преподобного Сергия Радонежского III степени (2001)
- Орден Святителя Макария, митрополита Московского III степени (2006)[8]
- Орден святого благоверного князя Даниила Московского III степени (2011)
- Медаль Святителя Кирилла Туровского Белорусской Православной Церкви (2006)
- Памятная медаль «100 лет славянскому движению на землях Беларуси. 1909—2009 гг.»
- Юбилейная медаль Русской Православной Церкви «В память 1000-летия преставления равноапостольного великого князя Владимира» (2015)
- Орден святителя Иннокентия, митрополита Московского и Коломенского III степени (2021)